# George Murray Levick

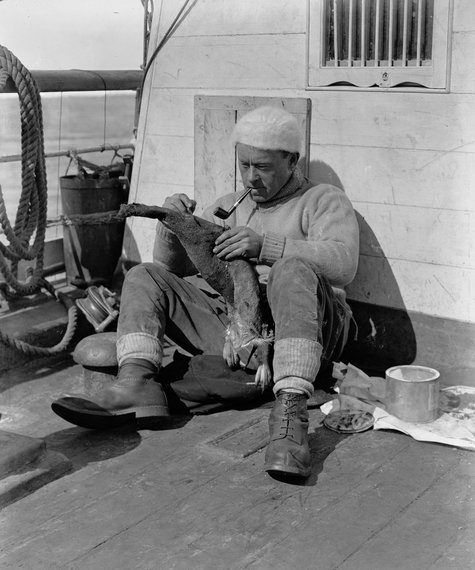
Murray Levick al bordo del Terra Nova.

George Murray Levick (3 de julio de 1876-30 de mayo de 1956) fue un explorador antártico, cirujano naval y fundador de la Sociedad Británica de Exploración, nacido en Newcastle upon Tyne, Inglaterra.

## Biografía
Murray estudió medicina en el Hospital de San Bartolomé y fue comisionado en la Marina Real en 1902. Se le otorgó licencia para acompañar a Robert Falcon Scott como cirujano y zoólogo en la expedición Terra Nova. Levick tomó una gran cantidad de fotografías durante toda la expedición. Como parte de la comitiva norte, Levick pasó el verano austral de 1911-1912 en Cabo Adare en medio de una colonia de pingüinos adelaida. Sus observaciones de los comportamientos de cortejo, apareamiento y crianza de estas aves se registraron en su libro Pingüinos Antárticos. Sus notas sobre los hábitos sexuales de los pingüinos, que incluían coerción sexual, sexo entre machos y sexo con hembras muertas, se consideraron demasiado indecentes para su publicación en ese momento, por lo que tuvo que escribirlas en griego para que solo alguien con un alto nivel cultural pudiera leerlas.

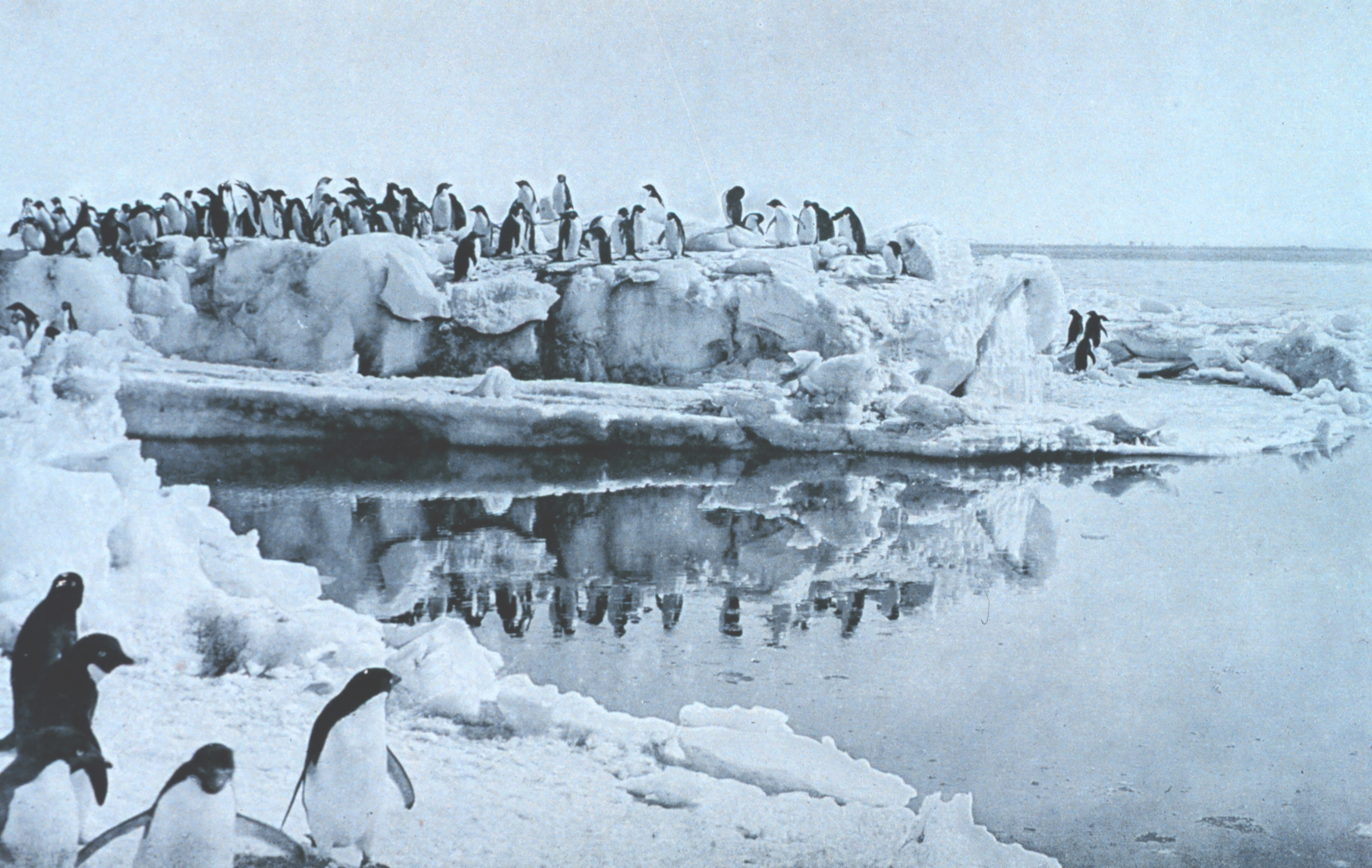
Pingüinos adelaida, por George Murray Levick, 1911 o 1912.

A su regreso, Levick sirvió en la Gran Flota y en Gallipoli a bordo del HMS Bacchante en la Primera Guerra Mundial. Fue promovido en 1915 al rango de cirujano de flota por sus servicios con la Expedición Antártica. Se casó con Edith Audrey Mayson Beeton, nieta de Isabella Beeton, el 16 de noviembre de 1918. Después de su retiro de la Marina Real, fue pionero en el entrenamiento de personas ciegas en fisioterapia. En 1932 fundó la Sociedad de Exploración de Escuelas Públicas, que llevó grupos de colegiales a Escandinavia y Canadá, y permaneció como su presidente hasta su muerte en junio de 1956.